# پرنسس و ملکه
پرنسس و ملکه، یا، سیاهان و سبزها (به انگلیسی: The Princess and the Queen, or, the Blacks and the Greens) رمانی کوتاه در ژانر خیال‌پردازی حماسی اثر جرج آر. آر. مارتین رمان‌نویس آمریکایی است که در گلچین ادبی او «زنان خطرناک» از سوی انتشارات تور بوکز در سال ۲۰۱۳ منتشر شده‌است. این رمان در قالب نوشته‌های مورخ خیالی «آرکمستر گیلدین» عرضه می‌شود که همچنین «نویسندهٔ خیالی» شاهزاده سرکش، رمان مارتین از ۲۰۱۴ بوده، که پیش‌درآمد مستقیمِ پرنسس و ملکه محسوب می‌شود. طرح داستانیِ هر دو رمان بعداً در رمان آتش و خون از ۲۰۱۸ بیشتر گسترش یافت، که متعاقباً باعث ایجاد سریال تلویزیونی خاندان اژدها در سال ۲۰۲۲ شد.
پرنسس و ملکه در قالب اسپین‌آفی از مجموعه‌رمان معروف آتش و خون از مارتین، حدود ۲۰۰ سال پیش از وقایع بازی تاج‌وتخت (۱۹۹۶) می‌گذرد و داستان آن «جنگ بین قاره‌ایِ خاندان تارگرین» را روایت می‌کند که به یک جنگِ جانشینی بین ولیعهد پرنسس رینیرا تارگرین (که حامیانش به‌عنوان «سیاهان» شناخته می‌شوند) در برابر نامادریِ او ملکه آلیسنت های‌تاور (با حمایت «سبزها») تبدیل می‌شود؛ ملکه برای غصب پرنسس توطئه می‌کند و برادر ناتنیِ او شاهزاده اِگان (پسر ارشدش) را به جای او بر تخت آهنین تاج‌گذاری می‌کند. اِگان (با عنوان پادشاه اِگان تارگرین دوم) و رینیرا (با عنوان ملکه رینیرا تارگرین) توسط پیروان مربوطهٔ خود در آغاز جنگ داخلی تاج‌گذاری می‌شوند و در نهایت هر دو کشته می‌شوند، اما حامیان رینیرا در نهایت پیروز شده و بزرگ‌ترین فرزند زندهٔ او، اِگان سوم (چون فرزند ارشد رینیرا در جریان جنگ‌ها جان باخت) را به عنوان پادشاه بی‌چون‌وچرا تاج‌گذاری می‌کنند. خاندان تارگرین، که از طریق ارتباط مستقیمِ رینیرا ادامه می‌یابد، برای ۲۰۰ سال آینده سلطنت می‌کند، تا اینکه توسط رابرت براتیون از خاندان براتیون سرنگون‌شده و در نتیجه پرنسس و ملکه را به وضعیت افتتاحیهٔ وستروس در ترانه یخ و آتش گره می‌زند. این جنگ داخلی به دلیل درگیریِ فعال اژدهاسواران، به «رقص اژدهایان» ملقب می‌شود و علت اصلی انقراض اژدهایان در وستروس است.

## داستان
پس از مرگ پادشاه ویسریس تارگرین یکم، همسر دوم و بیوهٔ او، ملکه آلیسنت از خاندان های‌تاور، با توطئهٔ یک کودتا پسر ارشد خود، شاهزاده اِگان را پیش از ولیعهد پرنسس رینیرا، دختر پادشاهِ فقید و تنها فرزند بازماندهٔ او از نخستین ازدواجش، به عنوان پادشاه اِگان دوم تاج‌گذاری می‌کند. رینیرا، خودش می‌تواند تخت آهنین را به ارث ببرد. اگرچه رینیرا بزرگ‌ترین فرزند پادشاه است و سال‌ها پیش به عنوان وارث بلافصل شناخته شده بود، آلیسنت و حامیانش او را برای حکومت نامناسب اعلام می‌کنند، (زیرا او به تازگی زایمانی طولانی‌مدت و دردناک در قالب یک مرده‌زایی داشته‌است) و استدلال می‌کنند که رینیرا به عنوان یک زن، باید پس از پسران آلیسنت، در ردیف جانشینی قرار گیرد.
پس از اینکه رینیرا توسط پیروانش در جایگاه اجدادی خاندان تارگرین در دراگون استون تاج‌گذاری می‌شود، پسر وسطش لوسریس ولاریون و همچنین ایموند تارگرین، برادر کوچکتر پادشاه اِگان، هر دو اژدهایان خود را می‌گیرند تا حمایتِ لرد بوروس باراتیون از استورمز اند را جلب کنند. با این حال، لوسریس و اژدهایش در آنجا توسط ایموند مورد حمله قرار گرفته و کشته می‌شوند. شاهزاده دیمون تارگرین، عمو و همسر دوم رینیرا، برای انتقام، وارث و پسر بزرگ اِگان دوم، جیهاریس را به قتل می‌رساند. پس از این رویدادها و در فاصلهٔ زمانی بسیار کوتاهی، هر دو شاخه از سلسلهٔ سلطنتی تارگرین در جنگی علنی و تمام‌عیار قرار می‌گیرند و فرقه‌های اشرافیِ مختلفی را در حمایت از رینیرا (معروف به «سیاهان»)، علیه کسانی که از اِگان دوم و آلیسنت حمایت می‌کنند (معروف به «سبزها»)، تشکیل می‌دهند.
این جنگِ جانشینی که به دلیل داشتن اژدهاسواران در هر دو طرف به «رقص اژدهایان» مشهور می‌شود، نخستین و مهم‌ترین جنگ داخلی سلسلهٔ تارگرین است که منجر به کشته‌شدن تعداد بی‌شماری از افراد برجسته از این خاندان به همراه اژدهایان آن‌ها و اشراف‌زادگان دیگر در طی نبردها می‌شود. «سبزها» در ابتدا پیروزی‌هایی دارند، اما رینیرا با موفقیت مسیر جنگ را تغییر داده و به کینگز لندینگ، پایتخت پادشاهی حمله می‌کند. او پادشاه اِگان دوم را برکنار کرده و ملکه می‌شود، اما شهوت انتقام‌جویانه، پارانویا و اعدام‌های اختصاریِ دشمنانش در طول حکومت او، ظاهراً باعث شورش و هرج‌ومرج در شهر می‌شود، طوری که در نهایت اوباشِ خشمگین که از اژدهایان می‌ترسیدند، بسیاری از اژدهایان باقی‌مانده را می‌کشند، و ملکه رینیرا تنها پس از نیم سال بر تخت پادشاهی مجبور به فرار می‌شود، که لقب «ملکهٔ نیمه‌ساله» را به خود می‌گیرد. در نهایت، برادران اِگان دوم، یعنی ایموند و دیرون و همچنین تنها پسر باقیماندهٔ او، میلور، همگی کشته می‌شوند، و خود او فلج شده و دیگر بارور نیست. سه فرزند ارشد رینیرا و همسرش دیمون نیز در طول نبردها کشته می‌شوند. خود رینیرا در نهایت با خیانت اِگان دوم روبرو شده و توسط او اسیر می‌شود. رینیرا در نهایت به طرز وحشیانه‌ای توسط اِگان دوم اعدام می‌شود، که او را به عنوان طعمه به اژدهای معلولش سانفایر می‌خوراند. پس از آن جنگی خونین در حمایت از چهارمین پسر رینیرا، «اِگانِ جوانتر» ادامه می‌یابد، که به‌عنوان گروگان توسط اِگان دوم زندانی شده‌است.
پس از نابودیِ آخرین قدرت جنگیِ «سبزها»، اِگان دوم سرسختانه توسط افراد خود ترور می‌شود و «اِگانِ جوان‌تر»، پسر ملکه رینیرای فقید توسط «سیاهانِ» پیروز به عنوان پادشاه اِگان تارگرین سوم تاج‌گذاری می‌شود و به تمام درگیری‌ها پایان می‌دهد. با این حال، خاندان تارگرین تقریباً تمام اژدهایان خود را از دست می‌دهند، و اژدهایان باقی‌مانده یا رمیده می‌شوند، یا در نهایت در طول سلطنت اِگان سوم می‌میرند.

## توسعه
به گفته جرج آر. آر. مارتین، مفهوم «رقص اژدهایان»، که درگیریِ اصلی در پرنسس و ملکه را به تصویر می‌کشد، الهام‌گرفته از جنگ داخلی ۱۵ ساله در انگلستانِ قرون وسطی معروف به «آنارشی» است، جایی که امپراتریس ماتیلدا، دختر و وارث هنری یکم، از سال ۱۱۳۸ تا ۱۱۵۳ پس از میلاد، جنگی طولانی برای جانشینی علیه پسر عمویش استیون انجام داد، که در نهایت با عروج پسر ماتیلدا، هنری دوم، بنیانگذار دودمان پلانتاژنه پایان یافت.
این داستان قرار بود در کتابِ همراه «جهان یخ و آتش» گنجانده شود، اما به دلیل طولانی‌شدن کتاب برای مفهوم اصلی یک کتاب کاملاً مصور، حذف شد. این داستان و چندین داستان دیگر در نسخه‌های خلاصه‌شده در گلچین‌های دیگر ظاهر می‌شوند.

## بازخورد
انترتینمنت ویکلی این رمان ۳۵٫۰۰۰ کلمه‌ای را «نمایشی بزرگ از توانایی مارتین در دراماتیک‌کردن پیچیدگی‌های لغزندهٔ قدرت» دانست: «چگونه شر باعث قهرمانی می‌شود، و چگونه قهرمانان به تبهکاران تبدیل می‌شوند». پرنسس و ملکه در سال ۲۰۱۴ نامزد دریافت جایزه لوکس شد.